# Lisse
Lisse é um município dos Países Baixos, situado na província da Holanda do Sul. Tem 16,05 km² de área e sua população em 2020 foi estimada em 22.983 habitantes.